# Бърта бяга
„Бърта бяга“ (на английски: Boxcar Bertha) е американски филм от 1972 на режисьора Мартин Скорсезе. В него участват изгряващите звезди Дейвид Карадайн и Барбара Хърши. 

## Сюжет
Внимание:  Текстът по-долу разкрива сюжета на произведението (или части от него)!
Бърта Томпсън „Товарният вагон“ е бедно южняшко момиче, остава сираче, когато баща й се разбива със самолет. Настъпва Голямата депресия и тя скоро започва да пътува в товарни вагони гратис. Няколко години по-късно тя среща Големия Бил Шели, синдикален организатор, и те стават любовници. Заедно с Рейк Браун, комарджия, и Фон Мортън, който е работил за бащата на Бърта, случайно започват обири на влакове и банки и в крайна сметка се изправят срещу шефа на железницата Бъкрам Сарторис в американския юг. Групата се превръща в известни бегълци от закона и е преследвана от железопътната компания. Рейк е застрелян, а Бил и Вон са заловени и са изпратени в затвора. Бърта успява да избяга, скитайки е забелязана и е привлечена да проституира в публичен дом. Тя среща Вон случайно в таверна за чернокожи и научава, че Бил е избягал от затвора и сега се укрива. Фон отвежда Бърта до скривалището, където тя има момент на сладка среща с Бил, преди мутрите на Сарторис да нахлуят и да разпнат Бил от външната страна на едни вагон от влакова компизиция. Преди да успеят да си тръгнат, се появява Вон с пушка и застрелва всички поддръжници на Сарторис и освобождава Бърта от плен.

## В ролите
| Изпълнител       | Роля                    |
| ---------------- | ----------------------- |
| Барбара Хърши    | Бърта „Товарният вагон“ |
| Дейвид Карадайн  | Големият Бил Шели       |
| Бари Праймъс     | Рейк Браун              |
| Бърни Кейси      | Фон Мортън              |
| Джон Карадайн    | Сарторис                |
| Виктор Арго      | МакАйвър #1             |
| Дейвид Остерхаут | МакАйвър #2             |